# 小行星6998
小行星6998（英語：6998 Tithonus）是一颗围绕太阳公转的小行星。1977年10月16日，C. J. 万·豪敦、I. 万·豪敦-格勒内费尔德、T. 赫雷爾斯在帕洛马山发现了此天体。
这颗小行星的绝对星等为259.77565等。小行星6998以希臘神話的人物提索奧努斯命名。